# Parada Rodoviária
La Parada Rodoviária es una de las estaciones del VLT Carioca, ubicada en la ciudad de Río de Janeiro, Brasil. En la Línea 1, sentido Santos Dumont, se ubica entre el Terminal Intermodal Gentileza y la parada Equador y, en el sentido contrario, entre la parada Cordeiro da Graça y el Terminal Intermodal Gentileza. En la línea 2, en el sentido Praia Formosa–Praça XV, está entre la parada Praia Formosa y la parada Equador y, en el sentido contrario, entre la parada Cordeiro da Graça y la parada Praia Formosa.
Fue inaugurada el 12 de julio del 2016. Se ubica en la vía Binaria del Puerto, al lado de la Rodoviária Novo Rio. Atiende al barrio de Santo Cristo.